# Nerw mięśniowo-skórny
Nerw mięśniowo-skórny (łac. nervus musculocutaneus, nervus perforans) – w anatomii człowieka nerw zaliczany do nerwów długich splotu ramiennego. Jest to nerw mieszany (zawiera zarówno włókna czuciowe, jak i ruchowe). W swym przebiegu przebija on mięsień kruczo-ramienny i zaopatruje przednie mięśnie ramienia, aferentnie zaś część skóry przedramienia.

## Przebieg
Nerw ten bierze początek z pęczka bocznego splotu ramiennego (fasciculus lateralis plexus brachialis). Jego włókna pochodzą z segmentów od C5 do C7. Oddziela się w jamie pachowej, gdzie wchodzi w skład powrózka naczyniowo-nerwowego. Przyśrodkowo od niego znajduje się nerw pośrodkowy, z tyłu zaś nerwy pachowy i promieniowy. Nerw mięśniowo-skórny kieruje się bocznie i w dół. Przebija on następnie mięsień kruczo-ramienny, czemu zawdzięcza miano nervus perforans (perforo, 1 – przedziurawić, przełamać). Odgradza go od tkanki mięśniowej omięsna. Po wydostaniu się z tego mięśnia przebiega pomiędzy dwoma innymi: ramiennym i dwugłowym ramienia, dostając się do bruzdy bocznej tego drugiego. Następnie nerw przechodzi przez powięź ramienia, by stać się nerwem skórnym bocznym przedramienia.

## Gałęzie
- Gałęzie mięśniowe do grupy przedniej mięśni ramienia:
  - Gałąź do mięśnia kruczo-ramiennego, rozpoczynająca się jeszcze w jamie pachowej. Mimo że nerw przebija mięsień, gałąź ta dochodzi do niego inną drogą
  - Gałęzie do mięśnia dwugłowego ramienia w liczbie kilku wychodzące od mięśnia kruczo-ramiennego
  - Gałąź do mięśnia ramiennego, dzieląca się przed wejściem do niego na 2–3 gałązki
- Gałąź stawowa do stawu łokciowego (może odchodzić od gałęzi dla mięśnia ramiennego)
- Nerw skórny boczny przedramienia będący gałęzią końcową, dzieli się on z kolei na dwie gałęzie:
  - Gałąź przednia
  - Gałąź tylna

Poza tym występują zespolenia z następującymi nerwami:
- nerw pośrodkowy
- nerw łokciowy
- nerw skórny przyśrodkowy przedramienia
- nerw promieniowy

## Unaczynienie
Zazwyczaj unaczyniają go tętnica ramienna i gałąź tętnicy wstecznej promieniowej.

## Obszar unerwienia
Ruchowo:
- mięsień kruczo-ramienny
- mięsień dwugłowy ramienia
- mięsień ramienny

Czuciowo:
- staw łokciowy
- skóra bocznej części przedramienia
- skóra bocznej części kłębu kciuka

## Uszkodzenie
Objawy porażenia:
- zanik unerwianych mięśni
- upośledzenie zginania w stawie łokciowym
- osłabienia odwracania przedramienia
- zaburzenia czucia w części unerwianego obszaru

Do stanu takiego może dojść np. w  wyniku złamania kości ramiennej.